# Тимелія-криводзьоб тайванська
Тиме́лія-криводзьо́б тайванська (Pomatorhinus musicus) — вид горобцеподібних птахів родини тимелієвих (Timaliidae). Ендемік Тайваню.

## Опис

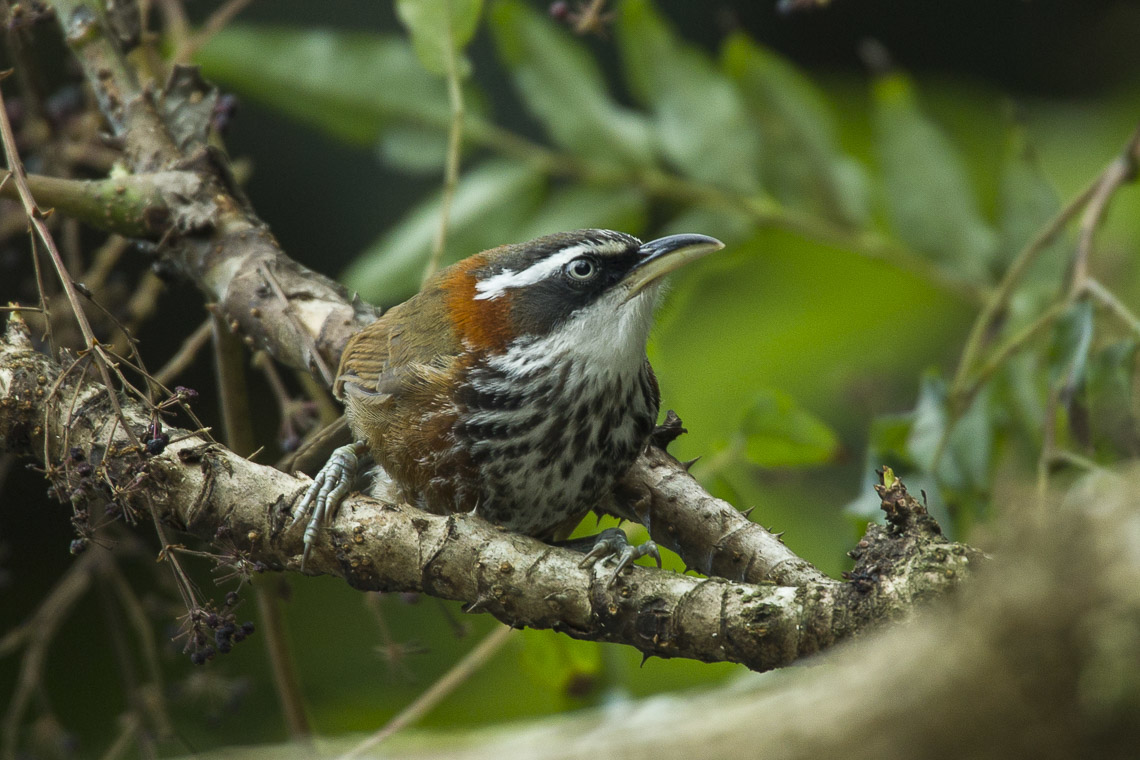
Тайванська тимелія-криводзьоб

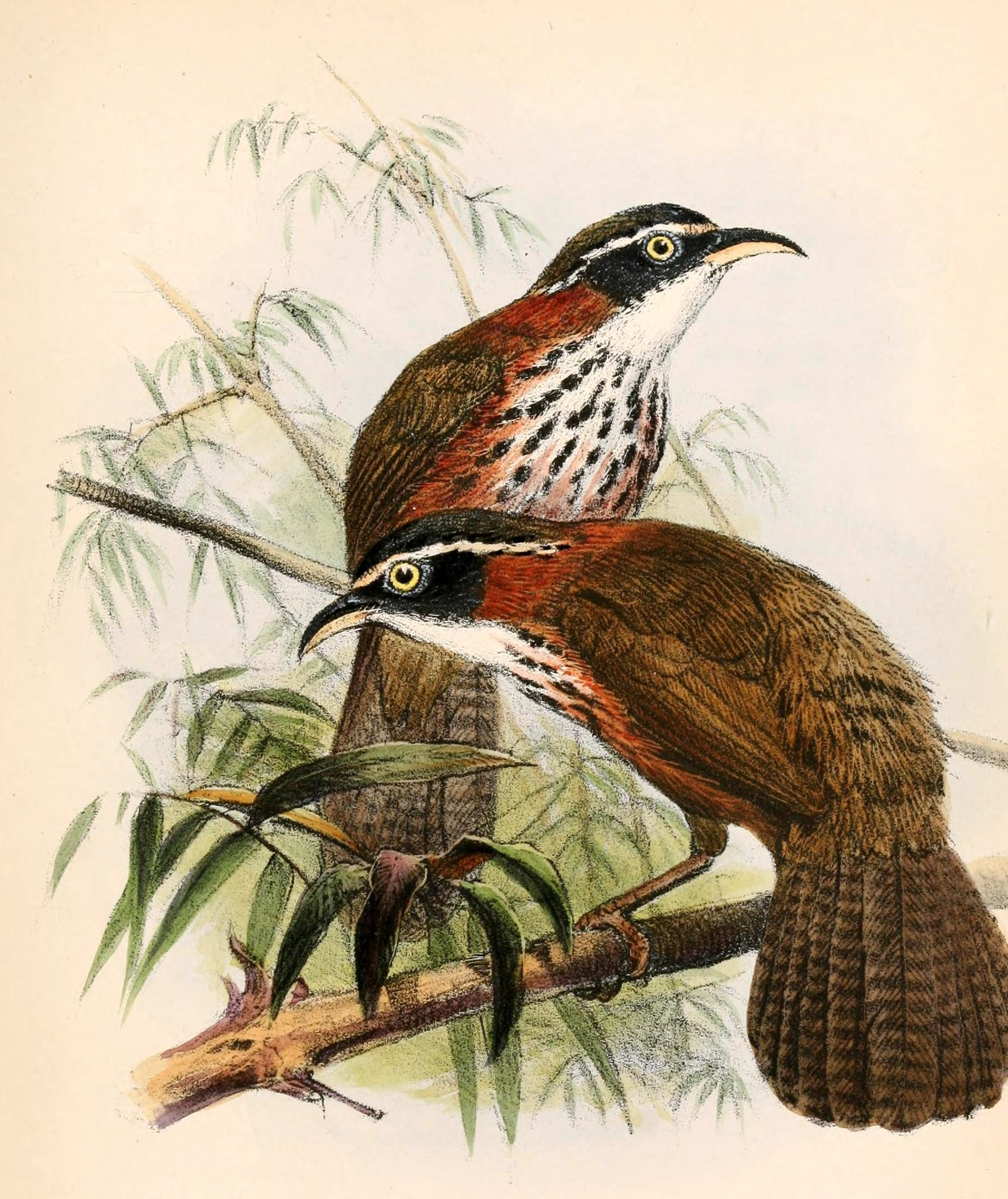
Тайванські тимелії-криводзьоби

Довжина птаха становить 16-21 см. Верхня частина тіла темно-сіро-коричнева, горло біле, верхня частина грудей біла, поцяткована темними плямками, живіт і боки каштаново-коричневі. На обличчі чорна "маска", над очима білі "брови". Тім'я чорне, шия з боків каштаново-коричнева. Очі чорні, дзьоб довгий, вигнутий, зверху чорний, знизу світлий.

## Поширення і екологія
Тайванські тимелії-криводзьоби живуть у підліску вологих гірських тропічних лісів. Зустрічаються на висоті до 2300 м над рівнем моря, невеликими зграйками, під час сезону розмноження парами. Живляться комахами і насінням. Сезон розмноження триває з квітня по червень. В кладці 3 яйця.